# Jackeline Rentería
Jackeline Rentería Castillo (ur. 23 lutego 1986 w Cali) – kolumbijska zapaśniczka startująca w stylu wolnym. Trzykrotna olimpijka. Brązowa medalistka z Pekinu 2008 i Londyu 2012 w wadze 55 kg, a ósma w Rio de Janeiro 2016 w kategorii 58 kg.
Trzecia na mistrzostwach świata w 2017. Złota medalistka igrzysk panamerykańskich w 2007, srebrna w 2019 i brązowa w 2015. Cztery triumfy w mistrzostwach panamerykańskich, w 2005, 2007, 2014 i 2016.
Złoto na igrzyskach Ameryki Środkowej i Karaibów w 2010 i 2014, a także na igrzyskach igrzyskach Am.Płd w 2006, 2010 i 2014. Najlepsza na mistrzostwach Am.Płd w 2012 i 2013 i na igrzyskach boliwaryjskich w 2013 roku.
Absolwentka Prawa na Pontificia Universidad Javeriana w Bogocie.
Jej siostra Ana Rentería i mąż Julio Muñoz są również zapaśnikami.